# Molophilus (Molophilus) phallosomicus
Molophilus (Molophilus) phallosomicus is een tweevleugelige uit de familie steltmuggen (Limoniidae). De soort komt voor in het Neotropisch gebied.